# Куропашкіна
Куропа́шкіна (рос. Куропашкина) — присілок у складі Сосьвинського міського округу Свердловської області.
Населення — 30 осіб (2010, 48 у 2002).
Національний склад населення станом на 2002 рік: росіяни — 98 %.